# Azul de tungstênio
Os azuis de tungstênio são compostos de cor azul-escura profunda formados durante reações químicas nas quais ocorre o processo de redução de sais oxigenados do elemento químico tungstênio no seu estado de oxidação +6. Esses compostos apresentam o tungstênio em estados de valência mista +5 e +6 e a sua intensa cor azul se deve a transições de transferência de carga (intervalência) entre os átomos de W nesses dois estados de oxidação. Esses compostos frequentemente apresentam uma estequiometria pouco definida, tornando sua composição bastante variável e difícil de caracterizar de forma precisa. Geralmente são óxidos ou oxo-hidróxidos hidratados ou oxissais poliméricos de tungstênio parcialmente reduzido, podendo existir na forma de isopolitungstatos ou heteropolitungstatos solúveis ou insolúveis.

## Pentóxido de tungstênio
O “pentóxido de tungstênio” ou “óxido azul de tungstênio” é um composto mal definido que é formado a partir da redução parcial do trióxido de tungstênio pelo gás Hidrogênio ou com tungstênio metálico em pó a altas temperaturas (cerca de 700°C). Geralmente é um intermediário na obtenção do dióxido de tungstênio. É um sólido de cor azul escura. Sua fórmula foi relatada na literatura inicial como sendo W
2O
5
 (o que implicitava a presença exclusiva de tungstênio +5), porém o composto mostrou-se não-estequiométrico com uma estequiometria que se aproxima mais da fórmula W
18O
49
, sendo, portanto, um composto misto de W5+ e W6+
.
Dependendo de variações na proporção dos reagentes (como W metálico e WO
3
), outras estequiometrias podem ser obtidas, tais como W
20O
58
 e W
24O
70
.

## Azuis de isopoli-tungstênio
Esses compostos são formados a partir da redução de soluções de sais de tungstato na ausência de outros ânions oxigenados que possam formar complexos mistos com os tungstatos. Possuem estrutura e estequiometria variável, sendo geralmente derivados de ânions poliméricos de tungstatos (como o metatungstato ou o paratungstato) parcialmente reduzidos. Esses complexos são menos comuns do que os compostos análogos de molibdênio, uma vez que o tungstênio hexavalente é menos oxidante do que o molibdênio hexavalente, portanto a redução dos tungstatos para azuis de isopoli-tungstênio é mais difícil.

## Azuis de heteropoli-tungstênio
Esses compostos são obtidos a partir da redução dos heteropoliácidos do tungstênio (tais como os ácidos fosfotúngstico, silicotúngstico e borotúngstico, que possuem uma estrutura de Keggin). Essas formas de azul de tungstênio geralmente preservam quase inalterada a estrutura do composto original, tendo, assim, uma estequiometria mais bem definida. Tais compostos se formam frequentemente a partir da redução de ácidos ou sais de heteropolitungstatos, tendo uma importância considerável em química analítica ou mesmo análises citológicas.
[PWVI
12O
40]3–
 + 4e- {\displaystyle \rightleftharpoons } [PWV
4WVI
8O
40]7–